# Neológ zsinagóga (Székesfehérvár)
A székesfehérvári neológ zsinagóga egy nagy méretű zsidó vallási épület volt, Magyarország második legnagyobb zsinagógája.

## Története
1862-ben épült Cometter Bernardin olasz építész tervei szerint a város egyik nagy téren, közvetlenül a történelmi belváros falai mellett. Homlokzata két szélén két lépcsőház, és azokon két torony emelkedett. A homlokzat közepén körablak foglalt helyet. A falsík elé, egészen a koronázópárkány magasságáig félköríves előcsarnok épült, amelynek két szintet összefogó, félkörívben záródó féloszlopos architektúrája olasz építészeti hatást mutat. A földszinti nyitott árkádsoron át az előcsarnok volt elérhető. A belső tér két oldalán 5-5 ablak szolgálta a világosságot. A női karzat három oldalról keretezte a belső teret. Az épület a második világháborúban bombatalálatot kapott és jelentős mértékben megsérült. Romjait 1946-ban elbontották.